# David Lee Fox
David Lee Fox (Stoke-on-Trent, 13 dicembre 1983) è un ex calciatore inglese, di ruolo centrocampista.

## Biografia
Anche suo padre Peter è stato un calciatore professionista.

## Carriera

### Club
Nella stagione 2011-2012 ha giocato 28 partite in Premier League con il Norwich City.

### Nazionale
Ha partecipato ai Mondiali Under-20 del 2003.